# Charmbracelet
Charmbracelet (с англ. — «Амулет») — девятый студийный альбом американской певицы Мэрайи Кэри, издан в Соединенных Штатах 3 декабря 2002 года звукозаписывающей компанией Island Records. Это был первый альбом исполнительницы, изданный под этим лейблом, а также первый её релиз после выпуска художественного фильма Glitter (2001) и сопровождающего саундтрек-альбома под тем же названием. Упомянутый фильм и саундтрек к нему потерпели коммерческую неудачу и были разгромлены критиками. Продажи Charmbracelet были немного лучше, чем Glitter, но альбом так и не выдал ни одного хита в США — ни один сингл не поднялся выше 60-й строчки в чарте Billboard Hot 100. Кэри продолжила привлекать к сотрудничеству во время создания нового альбома многочисленных известных артистов, в число которых на этот раз вошли рэперы Cam'ron, Jay-Z, Freeway, Westside Connection, а также R&B-исполнители Келли Прайс и Джо.
Несмотря на то, что альбом является одним из самых неуспешных релизов в карьере Кэри, продажи Charmbracelet достигли 1 миллиона копий в США и более 3,5 миллионов по всему миру.

## История создания альбома
Вследствие коммерческой неудачи двух последних работ Кэри (фильма «Glitter» и одноимённого саундтрек-альбома), а также последовавшего публичного нервного срыва певицы, звукозаписывающая компания Virgin Records расторгла контракт с Кэри. В итоге, певица не только не получила обещанные контрактом 80 миллионов долларов, но и осталась без лейбла на несколько месяцев, пока не подписала новый контракт с Island Records. Исполнительный директор компании Лайор Коэн способствовал созданию нового альбома в качестве одного из приоритетных проектов.

## Продвижение и подготовка к чартам
Способствуя продвижению альбома, Кэри выступила с новыми песнями на нескольких телевизионных передачах, таких как Шоу Опры Уинфри (англ. The Oprah Winfrey Show), Взгляд (англ. The View) и Позднее шоу с Дэвидом Леттерманом (англ. The Late Show with David Letterman). При создании альбома, продюсер поставил основную цель — быстро «стереть» её прежний образ, который напоминал американцам о её недавних неудачах, и «вернуться к истокам» карьеры. Как разультат, волосы Кэри вновь стали очень кудрявыми (что было не свойственно её образу в течение многих лет), чтобы напомнить публике о дебютном альбоме «Mariah Carey» 1990 года. Певица также снялась в промотелепередаче MTV, Shining Through the Rain. Во всех появлениях перед публикой, Кэри говорила об эмоциональном кризисе, провале фильма «Glitter» и одноимённого саундтрек-альбома. Лайор Коэн надеялся, что публика поддержит исполнительницу и поможет справиться с её переживаниями относительно возвращения после провала. Первым синглом с готовящегося альбома стала баллада «Through the Rain» (рус. Сквозь дождь), которая поднялась только до 81-й строчки в чарте США Billboard Hot 100, но при этом добилась существенного успеха в Канаде и Великобритании, где упомянутая композиция вошла в десятку лучших.
Альбом дебютировал под номером три в чарте США Billboard 200 с продажами 241,200 копий за первую неделю, но продержался в лучшей двадцатке всего три недели, и 22 недели в самом чарте. Island Def Jam старались как можно быстрее выпустить второй сингл, чтобы поддержать продажи альбома после «Through The Rain», и в конечном итоге была выбрана песня «The One». Трек «The One» не получил ротации на радиостанциях из-за ошибки промоакций компании, и в последнюю минуту было объявлено об изменении названия второго сингла — им стал «Boy (I Need You)». Несмотря на многочисленные появления Мэрайи на телевидении в поддержку промокампании нового сингла, «Boy (I Need You)» получил ограниченную ротацию и не смог войти в чарт Billboard Hot 100. Другой трек этого альбома — «Irresistible (Westside Connection)» поднялся на 81-ю строчку чарта Hot R&B/Hip-Hop Singles & Tracks.
Charmbracelet получил платиновую сертификацию по данным RIAA — в течение года, альбом был продан миллионным тиражом в США и полумиллионным тиражом в остальных странах. По данным Soundscan к 2005 году, продажи альбома достигли 1,2 миллиона копий в США и более 2 миллионов по всему миру. 19 мая 2005 года песня «My Saving Grace» была издана как промосингл и распространена по всем госпел-радиостанциям США совместно с «Fly like a Bird» — песней из четырнадцатого альбома Мэрайи The Emancipation of Mimi 2005 года. Ни одна песня не получила существенной ротации на радиостанциях, но в конечном итоге были выпущены в других форматах.
Сингл «You Got Me» был представлен только в дебютном альбоме Philadelphia Freeway рэпера Freeway, который был издан в феврале 2003.

## Синглы
- «Through the Rain» был издан первым синглом альбома. Он достиг только 81-го места в чарте Billboard Hot 100 — это самый низкий пик за всю историю заглавных синглов Мэрайи. В других странах песня вошла в двадцатку синглов.
- «The One» был отменён в качестве второго сингла. Режиссёром на съёмки клипа был назначен Джозеф Кан, пока Мэрайя была в Японии, но по решению совета звукозаписывающей компании сингл решили отменить, отснятые видеоматериалы были использованы для нового второго сингла «Boy (I Need You)».
- «Boy (I Need You)» стал вторым синглом этого альбома. «Boy (I Need You)» является переработанной версией хита рэпера Cam'ron[англ.] «Oh Boy». Обе композиции основаны на сэмпле из песни соул-группы Rose Royce[англ.] «I'm Going Down». Сам Cam'ron также принял участие в записи «Boy (I Need You)» в качестве приглашённого исполнителя. Синглу не удалось войти в чарт США Billboard Hot 100.
- «I Know What You Want» — песня был подготовлена Мэрайей и Баста Раймсом. В создании этой композиции также участвовали рэперы из возглавляемого Раймсом хип-хоп-коллектива Flipmode Squad. Песня заняла третье место в чарте Billboard Hot 100, и стала самым успешным синглом Мэрайи со времён выхода сингла «Loverboy» в 2001 году. Композиция вошла в переиздание альбома как бонус-трек.
- «Bringin' On The Heartbreak» — четвёртый и последний сингл альбома. Песня была спродюсирована Рэнди Джексоном. «Bringin' On The Heartbreak» является кавер-версией одноимённой композиции британской рок-группы Def Leppard. Этому сиглу так же не удалось войти в чарт Billboard Hot 100.

## Список композиций
1. «Through the Rain» — 4:48
2. «Boy (I Need You)»  при участии Cam'ron  — 5:14
3. «The One» — 4:08
4. «Yours» — 5:06
5. «You Got Me»  при участии Jay-Z & Freeway — 4:22
6. «I Only Wanted» — 3:38
7. «Clown» — 3:17
8. «My Saving Grace» — 4:09
9. «You Had Your Chance» — 4:22
10. «Lullaby» — 4:56
11. «Irresistible (Westside Connection)»  при участии Westside Connection — 5:04
12. «Subtle Invitation» — 4:27
13. «Bringin' on the Heartbreak» — 4:34
14. «Sunflowers for Alfred Roy» — 2:59
15. «Through the Rain» (remix)  при участии Kelly Price & Joe — 3:34

### Бонус-треки
1. «Miss You»  при участии Jadakiss — 5:09 (Бонус-трек для Великобритании и Японии)
2. «I Know What You Want»  совместно с Busta Rhymes при участии Flipmode Squad — 4:44 (Бонус-трек для Великобритании)

### Специальный бонус-диск в поддержку мирового турне
1. «There Goes My Heart» — 4:11
2. «I Know What You Want» совместно с Busta Rhymes при участии Flipmode Squad — 4:44
3. «Got a Thing 4 You» with Da Brat при участии Мэрайи и Elephant Man — 5:02
4. «The One» (So So Def remix)при участии Джермани Дюпри и Bone Crusher — 4:38
5. «Through the Rain» (Видео)
6. «Boy (I Need You)» (Видео)

## Позиции в чартах
| Страна            | Место | Сертификация       | Продажи   |
| ----------------- | ----- | ------------------ | --------- |
| Всемирные продажи |       |                    | 5,000,000 |
| США               | 3     | Платиновый диск    | 1,166,000 |
| Япония            | 4     | 2x Платиновый диск | 400,000   |
| Франция           | 12    | 2x Золотой диск    | 250,000   |
| Великобритания    | 52    | Золотой диск       | 100.000   |
| Канада            | 12    | Золотой диск       | 50,000    |
| Бразилия          | 15    | Золотой диск       | 50,000    |
| Италия            | 22    | Золотой диск       | 40,000    |
| Швейцария         | 9     | Золотой диск       | 20,000    |
| Сингапур          |       | Платиновый диск    | 15,000    |
| Филиппины         |       | Золотой диск       | 15,000    |